# Abibaal
Abibaal (em fenício: 𐤀𐤁𐤅𐤁𐤏𐤋; em hebraico:  אביבעל) é um rei de Tiro do século X a.C.. Sua única referência histórica é no livro Contra Apionem de Flávio Josefo, no qual ele é mencionado como o pai e antecessor de Hirão.